# This Iz the Japanese Kabuki Rock
This Iz the Japanese Kabuki Rock è il settimo album del cantante giapponese Miyavi. Pubblicato dalla major Universal, è uscito il 19 marzo 2008 nel solo Giappone, nelle edizioni Regular Edition e Limited Edition.

## Tracce
Tutti i brani sono testo e musica di Miyavi e Tyko eccetto le numero 7 e 10 del solo di Miyavi.
Disc 1
1. Jpn Pride 5:13
2. 21st Century Tokyo Blues (21st Century 東京 Blues) 4:16
3. Kabuki Danshi -Kavki Boiz- (歌舞伎男子) 4:11
4. Boom-Hah-Boom-Hah-Hah 4:19
5. Memories of Bushido (Instrumental) 1:06
6. Nowheregod 7:06
7. Hi no Hikari Sae Todokanai Kono Basho de (陽の光さえ届かないこの場所で featuring Sugizo) 5:30
8. Sakihokoru Hana no You Ni -Neo Visualizm- (咲き誇る華の様に) 4:35
9. Subarashikikana, Kono Sekai -What A Wonderful World- (素晴らしきかな、この世界) 4:10
10. Tsurezure Naru Hibi Naredo (徒然なる日々なれど) 4:32
11. Thanx Givin' Day 2:57

Disc 2 (Limited Edition with DVD)
1. Hi no Hikari Sae Todokanai Kono Basho de -Guitar Battle Mixx- (music video, featuring Sugizo)
2. This Iz the Torippanashi Tosatsu Video (This Iz The 撮りっぱなし盗撮ビデオ)
3. Hi no Uchidokoro Sae Miatranai Kono PV Documentary Eizo (非の打ち所さえ見当たらないこのPVドキュメンタリー映像, making-of footage)